# Yannick Lebherz
Yannick Lebherz (* 13. Januar 1989 in Darmstadt) ist ein ehemaliger deutscher Schwimmer. Seit Beginn seiner Laufbahn war er im Verein DSW 1912 Darmstadt, startete seit März 2012 jedoch für den Potsdamer SV.

## Beruflicher Werdegang und Familie
Yannick Lebherz ist ein Sohn des Schwimmers Thomas Lebherz. Er diente zunächst einige Jahre als Sportsoldat, bevor er an der Freien Universität Berlin Politologie und Publizistik studierte und mit dem Bachelor abschloss. Anschließend nahm er in Brandenburg den Vorbereitungsdienst für den höheren Dienst auf. Er ist verheiratet und hat zwei Kinder.

## Sportlicher Werdegang
Yannick Lebherz begann 1999 mit dem Leistungssport und errang die ersten Jahrgangsmeistertitel in Hessen. Im Jahre 2000 nahm er an den süddeutschen Meisterschaften in Wetzlar teil, wo er den Nachwuchspreis gewinnen konnte. 2002 errang er auf nationaler Ebene den Nachwuchspreis bei den deutschen Jahrgangsmeisterschaften in Bremen. Ab 2005 war Lebherz im C-Bundeskader des Deutschen Schwimmverbandes (DSV), ab 2007 im Topteam des DSV.
Im Januar 2019 erklärte Lebherz seinen Rücktritt vom Leistungssport.

## Erfolge

### National
Yannick Lebherz hat seit dem Jahr 2001 bis zum 31. Dezember 2007 insgesamt 28 deutsche Altersklassenrekorde aufgestellt und mehr als 20 deutsche Jahrgangsmeisterschaften errungen.
Im Jahr 2006 hatte er seine ersten Erfolge in der offenen Klasse. Bei den Meisterschaften im Sommer errang er einen siebten und einen achten Platz über 200 Meter Rücken und 400 Meter Lagen. Bei den Wintermeisterschaften im November 2006 errang er eine Silbermedaille über 200 Meter Rücken. Im Jahr 2007 kamen zwei weitere Medaillen in der offenen Klasse hinzu, und zwar jeweils Bronze über 200 Meter Rücken und 400 Meter Lagen bei den deutschen Kurzbahnmeisterschaften in Essen.
Sein erster großer Erfolg war der Titel des deutschen Meisters über 400 Meter Lagen, den er bei den 120. Deutschen Meisterschaften 2008 in Berlin in 4:21,11 min erlangen konnte. Bei den Deutschen Kurzbahnmeisterschaften 2008 in Essen stellte er über diese Strecke im Finale einen deutschen Rekord in 4:09,05 min auf. (Er wurde damit aber nicht Deutscher Meister, denn Łukasz Wójt gewann das Rennen in 4:06,56 min. Der Pole besaß aber keinen deutschen Pass, daher wurden seine Zeiten nicht als nationale Rekorde gewertet, obwohl er bei Meisterschaften startberechtigt war.) 2009 stellte Lebherz in Austin (USA) einen deutschen Rekord über 200 Meter Lagen in 2:00,09 min auf. Im gleichen Jahr wurde er Deutscher Meister über die beiden Lagenstrecken. Dabei verbesserte er den deutschen Rekord über 400 Meter auf 4:14,63 min.
Im Jahr 2010 gewann Lebherz bei den deutschen Meisterschaften auf Kurz- und Langbahn jeweils über 200 Meter Rücken und 400 Meter Lagen. Einen neuen deutschen Rekord über 400 Meter Lagen (4:08,52 min) schwamm er bei den deutschen Kurzbahnmeisterschaften in Wuppertal.
2011 verteidigte er in Berlin seine beiden Langbahntitel, wobei er über 400 Meter Lagen in 4:14,02 min sogar einen deutschen Rekord aufstellte und die Norm für die Weltmeisterschaften in Shanghai auf die Hundertstelsekunde erreichte.
Im Jahr 2012 wurde Lebherz wie in den vorherigen Jahren erneut Deutscher Meister über seine Paradestrecke 400 Meter Lagen in der Zeit von 4:14,90 min und unterbot damit die geforderte Olympianorm. Über seine Zweitstrecke, dem 200-Meter-Rückenschwimmen, unterbot er ebenfalls die Norm in einer Zeit von 1:56,84 min und wurde Vizemeister. Weitere Titel holte er bei den Deutschen Meisterschaften 2013 (200 Meter Rücken und 400 Meter Lagen) und 2014 (400 Meter Lagen).

### International
Seine ersten internationalen Auftritt hatte Yannick Lebherz im Jahr 2005 beim Europäischen Olympischen Sommer-Jugendfestival. Hier errang er Gold bei der 4-mal-100-Meter-Freistilstaffel sowie jeweils Silber bei der 4-mal-100-Meter-Lagenstaffel und über 200 Meter Rücken. Nach der ersten Teilnahme an den Jugendeuropameisterschaften im Jahre 2006 auf Mallorca, wo Lebherz einen vierten Platz über 200 Meter Rücken erreichte, hatte er bei den Jugendeuropameisterschaften 2007 in Antwerpen seinen bisher besten internationalen Auftritt. Er gewann eine Bronzemedaille über 400 Meter Lagen sowie eine Silbermedaille mit der 4-mal-200-Meter-Freistilstaffel. Außerdem stand er im Vorlauf in der im Finale siegreichen 4-mal-100-Meter-Freistilstaffel und errang einen vierten Platz im Finale über 200 Meter Rücken. Im Jahr 2006 nahm er an den Europäischen Kurzbahnmeisterschaften 2006 in Helsinki teil.
Bei den Weltmeisterschaften 2009 in Rom, für die er trotz fehlender Qualifikation bei den Deutschen Meisterschaften nominiert wurde, schwamm Lebherz im Einzel die beiden langen Lagenstrecken und 200 Meter Rücken. Er zog in kein Einzelfinale ein, verbesserte aber im Vorlauf über 200 Meter Lagen mit 1:58,94 min den deutschen Rekord. Damit unterbot Lebherz als erster Deutscher auf dieser Strecke die Zwei-Minuten-Grenze. Mit der 4-mal-200-Meter-Freistilstaffel belegte er den fünften Platz.
2010 war das bis dahin erfolgreichste Jahr von Yannick Lebherz. Bei den Europameisterschaften in Budapest erreichte er zwei Finals, in denen die Ränge sieben (200 Meter Rücken) und fünf (400 Meter Lagen) heraussprangen.
Als Langbahnspezialist zeigte er bei den Kurzbahn-Europameisterschaften in Eindhoven, nachdem er nur über ein Zusatzkriterium nominiert wurde, auch auf der 25-Meter-Bahn erstaunliche Leistungen. Einmal Gold und einmal Silber lautete die Medaillenbilanz nach den Europameisterschaften. 200 Meter Rücken gewann er in 1:51,74 min, über 400 Meter Lagen gewann er in 4:05,08 min in neuem deutschen Rekord mit Silber seine zweite Medaille.
Bei den Olympischen Sommerspielen 2012 in London schied Lebherz als Elfter in der Addition der Vorläufe über 400 Meter Lagen vor dem Finaldurchgang aus. Im gleichen Jahr holte er mit der 4-mal-200-Meter-Freistilstaffel bei den Kurzbahnweltmeisterschaften in deutscher Rekordzeit die Bronzemedaille.
Bei den Europameisterschaften 2014 in Berlin gewann Lebherz die Goldmedaille mit der 4-mal-200-Meter-Freistilstaffel.

## Auszeichnungen
- 2004: Sportler des Jahres in Darmstadt
- 2007: Newcomer des Jahres in Hessen
- 2011: Sportler des Jahres in Hessen